# Buscherhof (Erkelenz)
Buscherhof war bis circa 1930 ein kleiner Weiler im Norden von Erkelenz, westlich von Oestrich. Heute ist Buscherhof völlig von städtischer Bebauung umgeben. 1935 existierte nur eine Straßenbezeichnung: Kehrbuscherweg, benannt nach einem nördlich gelegenen Dorf. Nach dem Zweiten Weltkrieg erhielt die längere Straße des Ortes den Namen Buscherkamp und eine kleine Sackgasse, die zum größten Bauernhof des ehemaligen Weilers führt, den Straßennamen Buscherhof. Dieser Hof wird ebenfalls als Buscherhof bezeichnet.

## Geschichte

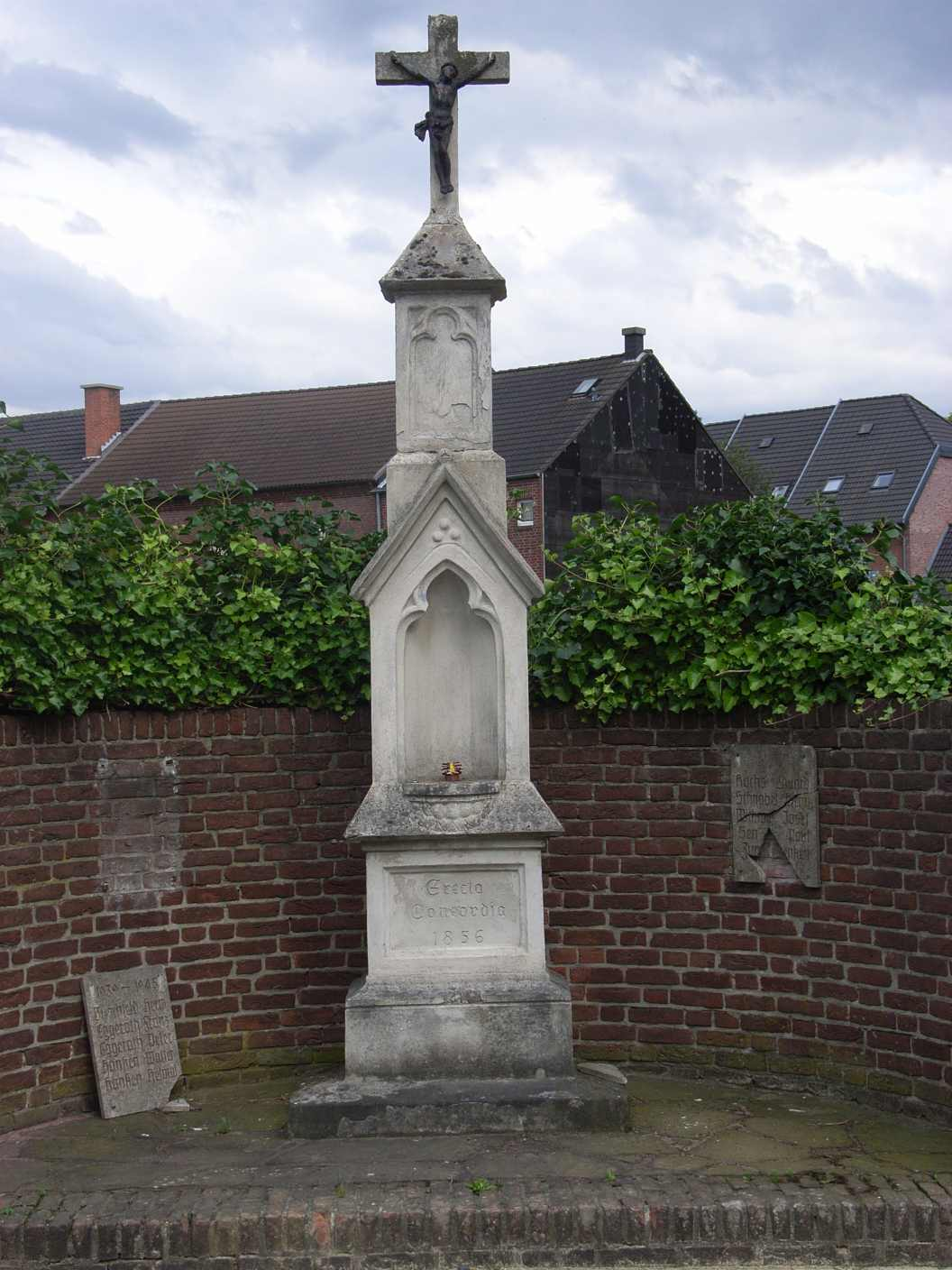
Wegkreuz am Buscherhof

Die Siedlung ist in der mittelalterlichen Ausbauperiode des 12. und 13. Jahrhunderts angelegt worden. Der Name Busch weist auf den Wald hin, der damals gerodet worden ist. In der gleichen Zeit wurden im Erkelenzer Land die Orte Grubusch, heute eine Wüstung, und Etgenbusch gegründet. Nördlich liegen zwei weitere Rodungsorte; Grambusch und Kehrbusch.
Die älteste Erwähnung stammt aus einer Urkunde von 1309, wo die zwei Personen Henricus de Buscho und Tilmanus de Busco erwähnt werden. Das Aachener Marienstift besaß ein propsteiliches Manngut in Buscherhof. Der Weiler gehörte immer zur Stadt Erkelenz. 1871 hatte Buscherhof zwölf Wohngebäude und vierundsechzig Einwohner.

## Die B 57
Zwischen 1798 und 1814 wurde von der damaligen französischen Regierung die Chaussee von Aachen nach Krefeld südlich an Buscherhof vorbei gebaut.
1820 existierte nur eine Bebauung westlich dieser Straße. Südlich erfolgte um 1830 der Bau einer Gastwirtschaft und zweier Bauernhöfe. Im 20. Jahrhundert wurde die Straße zur Reichsstraße und dann zur Bundesstraße 57. 1975 erfolgte ein Neubau der Bundesstraße, die als Umgehungsstraße nördlich und westlich von Buscherhof verläuft. Die ehemalige Bundesstraße ist nun eine innerstädtische Straße, die den Verkehr Richtung Mönchengladbach ableitet.

## Sehenswürdigkeiten
- Das Wegekreuz von 1856 wurde 1956 zu einem Ehrenmal für die im Zweiten Weltkrieg gefallenen Soldaten aus Buscherhof umgestaltet.

## Persönlichkeiten
- Peter Eggerath (* 26. Januar 1880 in Buscherhof, † 10. November 1947 in Namur, begraben in der Abtei Maredsous bei Anhée, Belgien) war Benediktiner in Brasilien, Abt der Gefreiten Abtei Rio de Janeiro (1915–1929) und Erzabt der Brasilianischen Benediktinerkongregation.